# Diplocentrus lucidus
Espèce
Diplocentrus lucidus est une espèce de scorpions de la famille des Diplocentridae.

## Distribution
Cette espèce est endémique du Belize. Elle se rencontre vers le parc national de Blue Hole.

## Description
La femelle holotype mesure 42 mm.

## Publication originale
- Stockwell, 1988 : Six new species of Diplocentrus Peters from Central America (Scorpiones, Diplocentridae). Journal of Arachnology, vol. 16, no 2, p. 153-175 (texte intégral).